# یوشیکازو فوجیتا
یوشیکازو فوجیتا (انگلیسی: Yoshikazu Fujita؛ زادهٔ ۸ سپتامبر ۱۹۹۳) بازیکن راگبی ۱۵ نفره اهل ژاپن است.